# Pila-Canale
Pila-Canale település Franciaországban, Corse-du-Sud megyében. Lakosainak száma 274 fő (2022. január 1.). Pila-Canale Casalabriva, Cognocoli-Monticchi, Guargualé, Petreto-Bicchisano és Sollacaro községekkel határos.

## Népesség
A település népességének változása:
| Lakosok száma | 488  | 305  | 265  | 282  | 288  | 289  | 284  | 280  | 278  | 274  |
|               | 1968 | 1982 | 1990 | 2006 | 2013 | 2015 | 2017 | 2019 | 2020 | 2022 |